# Molaire massa
De molaire massa, symbool {\displaystyle M}, van een stof is de massa per mol van die stof. De eenheid gram per mol (g/mol) wordt vaker gebruikt dan de SI-eenheid (kg/mol). De molaire massa (een molaire grootheid) is een stofeigenschap.

## Definitie
De molaire massa {\displaystyle M} van een stof is gedefinieerd als
{\displaystyle M={m \over n}}
Daarin is
- {\displaystyle m} de massa
- {\displaystyle n} de stofhoeveelheid

Een hoeveelheid {\displaystyle n} van een stof met molaire massa {\displaystyle M} heeft dus een massa {\displaystyle m} gelijk aan:
{\displaystyle m=n\cdot M}

### Voorbeeld
Water heeft een molaire massa gelijk aan {\displaystyle M=18{,}015} g·mol−1. Een hoeveelheid van 2,000 mol water heeft dus een massa
{\displaystyle m=n\times M=2{,}000\ \mathrm {mol} \times 18{,}015\ \mathrm {g/mol} =36{,}03\ \mathrm {g} }.
De hoeveelheid water met een massa van {\displaystyle m=9{,}01} g, uitgedrukt in mol is dus
{\displaystyle n=m/M={\frac {9{,}01\ \mathrm {g} }{18{,}015\ \mathrm {g/mol} }}=0{,}500\ \mathrm {mol} }.

## Verband met formulemassa
Wordt in de definitie ({\displaystyle M=m/n}) teller en noemer door het aantal entiteiten {\displaystyle N} gedeeld, bekomt men 
{\displaystyle {\begin{aligned}M&={\frac {m/N}{n/N}}\\&=m_{\mathrm {f} }\cdot N_{\mathrm {A} }\end{aligned}}}
waarbij {\displaystyle N_{\mathrm {A} }} constante van Avogadro is, en {\displaystyle m_{\mathrm {f} }} de formulemassa, de massa van een enkele entiteit. Dit is de atoommassa, molecuulmassa, of algemeen de massa van één formule-eenheid.
De watermolecule heeft bijvoorbeeld een massa van 
{\displaystyle m_{\mathrm {f} }={\frac {M}{N_{\mathrm {A} }}}={\frac {18{,}015\cdot 10^{-3}\ \mathrm {kg/mol} }{6,022\ 140\ 76\cdot 10^{23}\ {\text{mol}}^{-1}}}=2{,}9915\cdot 10^{-26}\ \mathrm {kg} }.
Uitgedrukt in atomaire massa-eenheden, is dat
{\displaystyle m_{\mathrm {f} }=18{,}015\ \mathrm {u} }.
De getalwaarde van de molaire massa van een stof uitgedrukt in g·mol−1, ook gekend als de relatieve molaire massa {\displaystyle M_{\mathrm {r} }}, is dus gelijk aan die van de moleculaire massa uitgedrukt in u.
{\displaystyle M=m_{\mathrm {f} }\times {\frac {1\ \mathrm {g/mol} }{1\ \mathrm {u} }}=M_{\mathrm {r} }\times 1\ \mathrm {g/mol} }
Dit is geen toeval. De unit en de constante van Avogadro zijn immers historisch aan elkaar gerelateerd, doordat ze beide op basis van de atoommassa van koolstof-12 gedefinieerd waren. Er gold dus exact
{\displaystyle 1\ \mathrm {u} ={\frac {1\ \mathrm {g/mol} }{N_{\mathrm {A} }}}} .
Sinds de SI-hervorming in 2019 geldt dit slechts bij benadering. Deze benadering is echter zeer goed, zodat dit in praktijk een verwaarloosbare afwijking geeft.
Theoretisch wordt het exacte verband tussen de molaire massa en de relatieve formulemassa uitgedrukt via de molaire massaconstante {\displaystyle M_{\mathrm {u} }} (= {\displaystyle N_{\mathrm {A} }\times 1\ \mathrm {u} }):
{\displaystyle M=M_{\mathrm {r} }\times M_{\mathrm {u} }}.

## Berekening

### Molaire massa van elementen
De molaire massa van een element is gelijk aan de getalwaarde van de atoommassa in u van dat element, vermenigvuldigd met 1 g/mol.
Enkele voorbeelden:
M(H) = 1,0079(7) × 1 g/mol = 1,0079(7) g/mol
M(S) = 32,065(5) × 1 g/mol = 32,065(5) g/mol
M(Cl) = 35,453(2) × 1 g/mol = 35,453(2) g/mol
M(Fe) = 55,845(2) × 1 g/mol = 55,845(2) g/mol

### Molaire massa van stoffen
De molaire massa van een enkelvoudige of samengestelde stof kan berekend worden als men de brutoformule kent. De molaire massa is dan de som van de atoommassa's van alle aanwezige elementen, vermenigvuldigd met de index van de elementen in de brutoformule. Die getalwaarde wordt dan nog eens vermenigvuldigd met 1 g/mol.
Enkele voorbeelden:
M(H2) = 2 × 1,0079(7) × 1 g/mol = 2,0158(8) g/mol
M(Cl2) = 2 × 35,453(2) × 1 g/mol = 70,906(4) g/mol
M(NaCl) = [22,9897(69) + 35,453(2)] × 1 g/mol = 58,443(2) g/mol
M(C12H22O11) = ([12 × 12,0107(8)] + [22 ×1,0079(7)] + [11 ×15,9994(3)]) × 1 g/mol = 342,297(14) g/mol

### Gemiddelde molaire massa
Voor mengsels en stoffen met een variabele stoichiometrie (zoals bepaalde polymeren) kan een gemiddelde molaire massa {\displaystyle {\overline {M}}} gedefinieerd worden:
{\displaystyle {\overline {M}}={\frac {m_{\text{tot}}}{n_{\text{tot}}}}}
De gemiddelde molaire massa kan berekend worden aan de hand van de samenstelling van het mengsel, uitgedrukt in molfracties {\displaystyle x}
{\displaystyle {\overline {M}}=\sum _{i}^{N}x_{i}M_{i}}
of in massafracties {\displaystyle w}
{\displaystyle {\frac {1}{\overline {M}}}=\sum _{i}^{N}{\frac {w_{i}}{M_{i}}}}.
De gemiddelde molaire massa wordt voornamelijk gebruikt voor mengsels met een constante samenstelling. Bijvoorbeeld de atmosfeer heeft een gemiddelde molaire massa van 28,96 g/mol. De molaire massa's van de elementen zijn in feite ook gemiddelde molaire massa's, waarbij de relatieve aanwezigheid van de verschillende isotopen in rekening is gebracht.

### Exacte massa
In de massaspectrometrie wordt gebruikgemaakt van de exacte massa, beter berekende exacte massa, van een stof. Vooral bij stoffen die samengesteld zijn uit elementen waarvan verschillende isotopen bekend zijn is deze grootheid belangrijk. De exacte massa kan op dezelfde wijze berekend worden als de molaire massa: tel de atomaire massa's van de samenstellende atomen bij elkaar op. In principe dient de samenstelling naar isotoop voor de verbinding te worden vermeld. Zonder isotoopvermelding heeft de grootheid betrekking op een molecuul dat samengesteld is uit atomen van het meest voorkomende isotoop. Zo is de exacte massa van water gelijk aan 1,0078 u + 1,0078 u + 15,9949 u = 18,0105 u. Er staat geen samenstelling naar isotoop vermeld, het betreft dus 1H216O. Voor zwaar water, D2O of 2H216O, wordt gevonden: is 2,0141 u + 2,0141 u + 15,9949 u = 20,0229 u.

## Meting
In de praktijk worden molaire massa's bijna altijd berekend volgens de hierboven beschreven methode. In principe kunnen ze in bepaalde gevallen ook gemeten worden. Massaspectroscopie is de meest nauwkeurige manier, maar molaire massa's kunnen ook indirect (en minder nauwkeurig) bepaald worden via meting van de dampdichtheid, kookpuntsverhoging of vriespuntsverlaging.

## Formulemassa
Zouten zijn niet uit moleculen opgebouwd. In het kristal van keukenzout, natriumchloride, is het niet mogelijk bij een bepaald natriumion één chloride-ion aan te wijzen dat speciaal bij dat natriumion hoort. Er zitten zes chlooratomen om elk natriumion en zes natriumionen om elk chloorion. Keukenzoutkristallen hebben een ionrooster. Voor zouten zou het dus niet mogelijk zijn een moleculaire massa of molaire massa op te geven. Omdat voor keukenzout de formule NaCl gebruikt wordt, was het gebruikelijk aan het worden om de massa van zouten (en soms algemener, van alle stoffen) niet als molaire massa (Mw) te noteren maar als Fw: formule-massa. 
De notaties Mw en Fw zijn verouderd. IUPAC raadt het symbool {\displaystyle M} aan, ongeacht of het een atomair, moleculair of ionair bestanddeel betreft.